# Massimo Introvigne
Massimo Introvigne, né le 14 juin 1955 à Rome, est un sociologue italien, fondateur du Centre pour l'étude des nouvelles religions (CESNUR), organisme critiqué par plusieurs associations de lutte contre les sectes, qui a pu être décrit comme « le plus éminent groupe d'information et de lobbying pour les religions controversées ».
Proche de l'Opus Dei et des Légionnaires du Christ, il a également été jusqu'en 2016 délégué général du groupement catholique conservateur Alleanza Cattolica. Il est connu pour l'application de modèles économiques à l'étude des religions, du fondamentalisme et du terrorisme.
Il a été, du 5 janvier au 31 décembre 2011, le représentant de l'Organisation pour la sécurité et la coopération en Europe (OSCE) pour la lutte contre « le racisme, la xénophobie et la discrimination », spécialement la discrimination « contre les chrétiens et les membres d'autres religions ».
En juin 2012 il a été nommé par le ministère italien des Affaires étrangères coordinateur du nouvel Observatoire de la liberté religieuse, un organisme créé pour surveiller la situation de la liberté religieuse à l’échelle internationale et aider la diplomatie italienne.

## Biographie

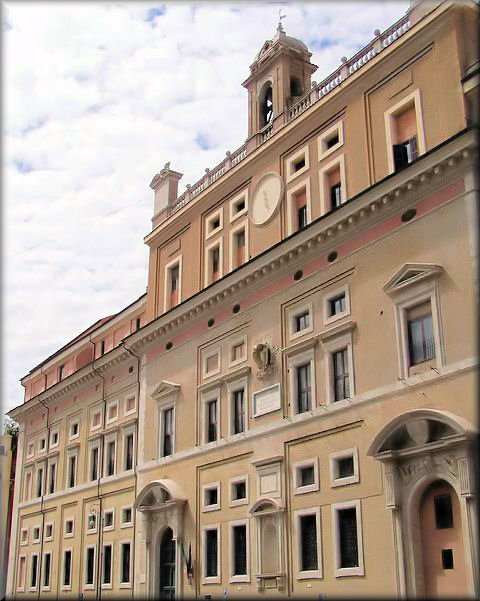
La façade de l'université pontificale grégorienne, où étudia Massimo Introvigne

Massimo Introvigne est né à Rome le 14 juin 1955. D’après son récit, en partie autobiographique, dans sa communication au colloque annuel 2008 de l’American Academy of Religion à Chicago, son intérêt pour les religions non chrétiennes remonte à ses lectures d’écolier des romans d’Emilio Salgari, Rudyard Kipling et Luigi Ugolini (1891-1980, l’auteur en 1950 du roman italien L'isola non trovata), qui l'ont amené à se passionner pour leurs références à l’hindouisme, l’islam et aux autres religions très mal connues en Italie à l’époque. L’encyclopédie Le grandi religioni del mondo (Les grandes religions du monde), publiée en Italie en 1964 par la maison d’édition Rizzoli, fut aussi d'une grande influence sur le jeune Introvigne, qui en achetait dévotement les livraisons hebdomadaires quand il avait neuf ans. Il cite également l’influence décisive de ses années de lycée chez les Jésuites de l’Istituto sociale à Turin entre 1970 et 1973. Comme c’était le cas dans d'autres lycées italiens de cette époque, cet établissement était souvent le théâtre d’un débat politique vivace. Introvigne y côtoya des futurs hommes politiques italiens de gauche comme Piero Fassino, et de centre comme Michele Vietti (dont il finira par épouser en 1982 la cousine, la spécialiste de l'Islam Silvia Scaranari). C’est au même lycée qu’il rencontra un groupe catholique conservateur Alleanza Cattolica, dont il devint membre en 1972. Après son baccalauréat, il obtint un diplôme (B.A.) en philosophie de l’Université pontificale grégorienne de Rome, et un doctorat en droit en 1979 de l’Université de Turin.
Pendant ses années à la Grégorienne, il fréquenta aussi en tant que laïc l’Almo collegio Capranica, un séminaire romain où il côtoya de futurs prélats comme Rino Fisichella, Nikola Eterović et plusieurs autres. Sa thèse à l’Université de Turin était consacrée à John Rawls, et fut ensuite publiée en 1983 par la maison d’édition  Giuffré sous le titre I due principi di giustizia nella teoria di Rawls, le premier ouvrage sur Rawls en italien. Son directeur de thèse avait été le philosophe du droit Enrico di Robilant, avec lequel Introvigne travailla comme assistant, entre 1979 et 1983, à l’Université de Turin.
Graduellement, ses intérêts se déplacèrent de la philosophie à la sociologie et du droit à la religion. En 1987, il présenta une communication au colloque annuel de la Mormon History Association à Oxford, où commença une longue amitié avec l’historien suisse Jean-François Mayer et avec l’avocat de l’Utah et historien Michael W. Homer, amitié qui contribua à la fondation du Centre pour l'étude des nouvelles religions (CESNUR) en 1988. Il fut chargé de cours à l’Athénée Pontifical Regina Apostolorum de Rome, parrainé par les Légionnaires du Christ, et en 2005-2006 à l’Université pontificale de la Sainte-Croix, dirigée par l'Opus Dei, puis à l’Université européenne de Rome, parrainée par les Légionnaires du Christ. De 2013 à 2016, il a été professeur de Sociologie des mouvements religieux et de Sociologie des religions à l’Université Pontificale Salésienne de Turin.
Dans la deuxième édition de son Nuovo manuale di sociologia della religione (Nouveau Manuel de Sociologie de la Religion), Roberto Cipriani, ancien président de l’AIS (Association Italienne de Sociologie), présente Introvigne comme « l’un des sociologues des religions italiens les plus connus à l’étranger et l’un des grands spécialistes des nouveaux mouvements religieux à l’échelle internationale ». Spécialiste notamment des mouvements religieux chinois, il dirige depuis mai 2018 le quotidien en ligne sur la religion en Chine Bitter Winter.
Dès 1980, Introvigne a eu aussi une activité parallèle comme conseil en propriété intellectuelle. Il est l’un des partenaires de la société de conseils en propriété intellectuelle Jacobacci & Partners de Turin et travaille aussi comme « of counsel » dans le cabinet d’avocats Jacobacci & Associati, dont il fut l’un des fondateurs en 1998. Il est aussi l’un des partenaires (sans responsabilités de gestion) de Terrazza Solferino, une société qui possède, a restauré et gère un immeuble historique du centre de Turin comme centre d’affaires et centre culturel. Il est marié et a quatre enfants.
Introvigne a commencé dans les années 1970 une collection de livres sur les religions et l’ésotérisme qui comprend plus de 60 000 volumes et est mise à disposition du public comme bibliothèque du CESNUR.
Il a été de 2008 à 2016 délégué général de l’Alleanza Cattolica et est l’un des fondateurs de Res Publica, une fondation lancée en 1999 par Silvio Berlusconi, et étroitement liée à son parti le Peuple de la liberté. Introvigne a été aussi membre du conseil national du parti politique italien Union des démocrates chrétiens et du centre, qu’il abandonna toutefois en 2008 lorsque ce parti quitta son alliance avec Berlusconi.
Il est membre du groupe « religions » de l'Association italienne de sociologie (AIS), et secrétaire de l'Association Piémontaise de Sociologie des Religions (APSOR). Ses articles ont été publiés aux États-Unis et en Europe.
Massimo Introvigne est également l'un des fondateurs du CESPOC (Centre pour l'Étude de la Culture Populaire), qui possède l'une des plus grandes collections d'Europe de revues populaires, notamment françaises, et une importante collection de BD. Le fonds Massimo Introvigne de la bibliothèque du CESPOC possède des collections parmi les plus larges au monde de revues et livres sur des personnages comme Dracula, le détective Nick Carter, Zorro, Fantômas, auxquels Introvigne a consacré plusieurs articles (voir bibliographie). Massimo Introvigne a été aussi membre de la Transylvanian Society of Dracula et son président pour l'Italie jusqu'en 2009, lorsque la société a cessé ses activités en Italie et aux États-Unis en raison de la mort de son fondateur Nicolae Paduraru (1937-2009)
En février 2010, il a été nommé parmi les 19 membres du Comitato per l'Islam Italiano auprès du ministère de l'Intérieur italien, organisme appelé à assister le gouvernement dans les affaires concernant la minorité islamique en Italie. Du 5 janvier 2011 au 31 janvier 2011, il a été, pendant l'année de présidence lituanienne, le Représentant pour la lutte contre « le racisme, la xénophobie et la discrimination », spécialement « contre les chrétiens et les membres d'autres religions » de l'Organisation pour la Sécurité et la Coopération en Europe (OSCE). Dans cette capacité, il a notamment organisé à Rome, le 12 septembre 2011, le colloque de l'OSCE sur les crimes contre les chrétiens. Dans son intervention à Vilnius (Lituanie) le 6 décembre 2011, au Conseil Ministériel de l'OSCE, l’archevêque Dominique Mamberti, secrétaire pour les relations avec les États du Saint-Siège, a loué le travail accompli par l'OSCE en 2011 dans le secteur confié à Introvigne : « En septembre dernier, la rencontre à Rome sur le thème: "Prévenir et répondre aux actes provoqués par la haine et aux crimes contre les chrétiens", fut un événement qui a remporté un grand succès et apporté une grande espérance. [..] Le Saint-Siège apprécie le travail exceptionnel qui a été accompli sous la présidence lituanienne en vue de combattre l’intolérance contre les chrétiens » . En mentionnant son activité à l'OSCE, le Ministère italien des Affaires Étrangères a nommé Introvigne, en juin 2012, coordinateur du nouvel Observatoire de la Liberté Religieuse, un organisme appelé à surveiller la situation de la liberté religieuse dans le monde en coopération avec la diplomatie italienne .

## Travaux

### Travail littéraire
Il est l'auteur d'une soixantaine d'ouvrages dont Pour en finir avec les sectes, coécrit avec de nombreux historiens et sociologues, et les trois éditions de l'Enciclopedia delle religioni in Italia (2001, 2006, 2013).
Après 2001, Introvigne a beaucoup écrit sur l'islamisme et le terrorisme}.
Son intérêt pour l’ésotérisme l’a aussi amené à étudier les relations entre ésotérisme et art moderne, et à participer à des projets académiques internationaux sur ces sujets comme « Enchanted Modernities » et « Theosophical Appropriations ».
À ce titre, il fit aussi partie du Groupe de Thèbes, avec Rémi Boyer, Triantaphyllos Kotzamanis, Robert Amadou, Jean-Pierre Giudicelli de Cressac Bachelerie, Gérard Kloppel, Christian Bouchet, Paolo Fogagnolo, Jean-Marie d’Ansembourg et d'autres . Attaqué par des journalistes comme une société secrète, le Groupe de Thèbes n'était, d'après ses fondateurs, qu'un espace permettant à des universitaires de rencontrer des dirigeants d'organisations ésotériques.

### Prises de position
Introvigne est également l'auteur d'ouvrages critiques, par exemple, sur le Da Vinci Code et le documentaire de la BBC Sex Crimes and the Vatican portant sur la pédophilie et le Vatican. En 2006, il a publié Il dramma dell'Europa senza Cristo, où il critique vivement ce qu'il appelle le laïcisme européen sur la base des encycliques de Jean-Paul II et Benoît XVI. Ce livre a été suivi par plusieurs ouvrages similaires. La revue catholique Orientamenti Pastorali — qui, d'ailleurs, ne partage pas cette approche — a demandé à Introvigne de le relater. En avril 2013, Introvigne a lancé la théorie sociologique de l’« effet François », d’après laquelle la popularité du nouveau pape amènerait des personnes éloignées de l’Église depuis plusieurs années à s’en rapprocher.

## Critiques
Selon le doyen des sociologues des religions italiens, Roberto Cipriani, Introvigne, « l'un des sociologues des religions italiens les plus connus dans le monde et parmi les grands spécialistes internationaux des nouveaux mouvements religieux », est surtout connu en Italie comme l'un des sociologues qui a essayé d'importer en Europe la théorie de l'Économie de la religion développée aux États-Unis par les sociologues Rodney Stark et Laurence Iannaccone et qui fait application de modèles économiques au « marché » des religions.
Avec Stark, Introvigne a été l'auteur en 2003 du livre Le retour de Dieu : enquête sur la revanche des religions en Occident (Dio è tornato: indagine sulla rivincita delle religioni in Occidente - Casale Monferrato : Piemme), et avec Iannaccone, en 2004, de Le marché des martyrs : l'industrie du terrorisme suicide (Il mercato dei martiri: l’industria del terrorismo suicida (Turin : Lindau). Ces ouvrages ont été écrits spécifiquement pour leurs éditions italiennes, mais une partie de l'étude de Introvigne et Stark a été publiée en avril 2005 dans le premier numéro de la revue Interdisciplinary Journal of Research on Religion. La théorie de l'économie religieuse ne fait pas l'unanimité parmi les sociologues européens : certains y voient une réduction de la religion à sa dimension institutionnelle et statistique. La théorie est aussi souvent accusée de surévaluer le « retour » ou la « revanche » des religions, notamment en Europe.
En France, Massimo Introvigne est plus connu pour ses ouvrages en matière de nouveaux mouvements religieux, vivement critiqués par les partisans de la lutte contre les sectes, qu'il critique à son tour. Sa critique de la notion de secte, adoptée en France par les pouvoirs publics, soutenue par plusieurs chercheurs, notamment nord-américains, a valu à ces derniers des critiques virulentes de la part de certaines associations de lutte contre les sectes qui voient dans les travaux de ces chercheurs l'expression d'un « lobby des sectes ».
Les liens de Massimo Introvigne avec l'Alliance Catholique et le parti de Silvio Berlusconi l'ont conduit à être accusé de liens avec l'extrême droite, et un article du journal L'Humanité paru en 2001 mentionnant des « liens avec des milieux tenant du néonazisme », du fait de la participation de Christian Bouchet à des colloques du CESNUR, tout comme son ami Jean-François Mayer.
Introvigne, délégué général jusqu'à 2016 du mouvement catholique conservateur Alleanza Cattolica (qu'il a abandonné par la suite), a été aussi suspecté d'écrire parfois, plutôt comme un avocat du Vatican que comme un sociologue, y compris dans ses expressions marginales ou sectaires. Des universitaires français, tout en ne partageant pas l'approche d'Introvigne, lui reconnaissent toutefois le mérite d'avoir mis à disposition des chercheurs un grand nombre de documents peu connus sur le débat américain en matière de sectes, autour de la notion de lavage de cerveau et des mouvements de lutte contre les sectes.

## Publications

### En français
- Massimo Introvigne, Prêtres pédophiles : une Église dans la tourmente : Polémique et vérité Saint-Augustin 2011
- Massimo Introvigne, Les Illuminés et le Prieuré de Sion : La réalité derrière les complots du Da Vinci Code et de Anges et Démons de Dan Brown, Xenia Éditions, 2006
- Massimo Introvigne et Dick Anthony : Le lavage de cerveau : mythe ou réalité ?, L'Harmattan, 2006
- Massimo Introvigne, Le New Age des origines à nos jours : Courants, mouvements, personnalités, Dervy, 2005
- Massimo Introvigne Heaven's Gate : le Paradis Ne Peut Pas Attendre, Arche Milan, 1999
- Massimo Introvigne, Sûkyô Mahikari, Elledici, 1999
- Massimo Introvigne, Enquête sur le satanisme, Satanistes et antisatanistes du XVIIe siècle à nos jours, Dervy, 1997,  (ISBN 2-85076-814-6)
- Massimo Introvigne avec J. Gordon Melton Pour en finir avec les sectes : Le débat sur le rapport de la commission parlementaire Dervy, Édition, 3e éd. 1996
- Massimo Introvigne, La Magie. Les nouveaux mouvements magiques, Droguet & Ardant, 1993 (traduction partielle de Il cappello del mago. I nuovi movimenti magici, dallo spiritismo al satanismo)  (ISBN 2-70410-596-0)
- Massimo Introvigne, Les Mormons, Brepols, 1991
- Massimo Introvigne, Les Témoins de Jéhovah, Le Cerf 1990
- Massimo Introvigne, La Magie à nos portes, Fides 1982

### En italien
- I nuovi movimenti religiosi: Sètte cristiane e nuovi culti, Éditrice Elle Di Ci (1990),  (ISBN 88-011-4260-9)
- Il cappello del mago. I nuovi movimenti magici dallo spiritismo al satanismo, SugarCo (1990),  (ISBN 88-719-8021-2)
- Il ritorno dello gnosticismo (Nuove spiritualità), SugarCo (1993),  (ISBN 88-719-8216-9)
- I nuovi culti: Dagli Hare Krishna alla Scientologia (Uomini e religioni), Mondadori; 1. ed. Oscar Uomini e religioni (1990),  (ISBN 88-043-4057-6)
- Il satanismo (Collana religioni e movimenti), Elle Di Ci (1997),  (ISBN 88-010-0799-X)
- Gli Illuminati e il Priorato di Sion, ed. Piemme (2005),  (ISBN 88-384-1047-X)
- I Testimoni di Geova già e non ancora, Edizioni Elledici, Leumann 2002,  (ISBN 88-01-02375-8)
- Il dramma dell'Europa senza Cristo, ed. Sugarco, 2006, Milano,  (ISBN 88-7198-513-3)
- Il segreto dell'Europa, ed. Sugarco, 2008, Milano,  (ISBN 978-88-7198-540-4)
- Preti pedofili. La vergogna, il dolore et la verita sull'attaco a Benedetto XVI, Edizioni San Paolo.
- Una battaglia nella notte. Plinio Corrêa de Oliveira e la crisi del secolo XX nella Chiesa, ed. Sugarco, 2008, Milano,  (ISBN 978-88-7198-564-0).
- I satanisti. Storia, riti e miti del satanismo, ed. Sugarco, 2010, Milano,  (ISBN 978-88-7198-587-9)
- Il simbolo ritrovato. Massoneria e società segrete: la verità oltre i miti, Piemme, Milano 2010
- Tu sei Pietro. Benedetto XVI contro la dittatura del relativismo, ed. Sugarco, 2011, Milano,  (ISBN 978-88-7198-606-7)
- Islam. Che sta succedendo? Le rivolte arabe. La morte di Osama bin Laden. L'esodo degli immigrati, ed. Sugarco, 2011, Milano,  (ISBN 978-88-7198-618-0)
- L'eredità di Benedetto XVI. Quello che Papa Ratzinger lascia al suo successore Francesco, ed. Sugarco, 2013, Milano,  (ISBN 978-88-7198-655-5)
- Il segreto di Papa Francesco, ed. Sugarco, 2013, Milano,  (ISBN 978-88-7198-664-7)
- Pedofilia. Una battaglia che la Chiesa sta vincendo, (con Roberto Marchesini), ed. Sugarco, 2014, Milano,  (ISBN 978-88-7198-667-8)